# Namnlösen (Stjärnorps socken, Östergötland)
Namnlösen är en sjö i Linköpings kommun i Östergötland och ingår i Motala ströms huvudavrinningsområde.